# Bassin Louise
Le bassin Louise est un port de plaisance situé dans l'arrondissement La Cité-Limoilou, à Québec. 

## Description
Le bassin a une dimension de 1 km de long sur 250 m en moyenne. Une écluse permet d'y accéder sur le fleuve Saint-Laurent. La marina est administrée par le port de Québec.

## Histoire

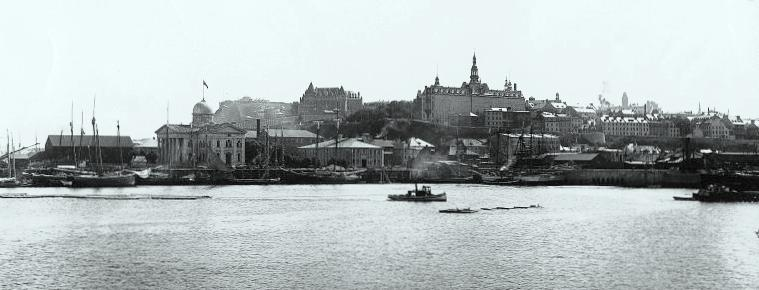
En 1890

« Ayant 1 km de long sur 250 m en moyenne, ce bassin a été aménagé entre 1877 et 1882 selon les plans de la firme d'ingénieurs britanniques Kinippe and Morris. Les travaux ont été marqués par la pose de la pierre angulaire par la princesse Louise, quatrième fille de la reine Victoria. Ce fait lui a souvent valu l'appellation « Princess Louise Basin » ou « Bassin Princesse-Louise ». »
Un terrible accident se produit au bassin Louise le mardi 2 novembre 1897.
Vers 16:15, des hommes étaient occupés à décharger un barque "cetona?" (incertain), lorsque la bouilloire de l'engin explose. Trois hommes sont grièvement blessés; Norbert Cantin de Lévis, ouvrier de bord, a l'oreille coupée et le crâne défoncé. Il est retrouvé baignant dans son sang et est amené en urgence à l'Hôtel-Dieu de Québec. Thomas Donnelly de la rue Champlain, à Québec, est brûlé au visage par la vapeur des machines. Finalement, le deuxième second du navire est atteint à la jambe par un morceau de fer qui lui enlève une partie des chairs. Georges Lecouture de la rue St-Paul, à Québec, un homme marchant dans la rue non loin du bassin, tombe sans connaissance tellement l'explosion est forte. La cause de l'explosion reste incertaine, Thomas Donnelly, ayant conduit la barque toute la journée, n'avait rien remarqué d'anormal avec la machine.
Le site accueille en 2008 l'Espace 400e à l'occasion du quadricentenaire de Québec. On y présente le spectacle Le Moulin à images de 2008 à 2013.

## Galerie

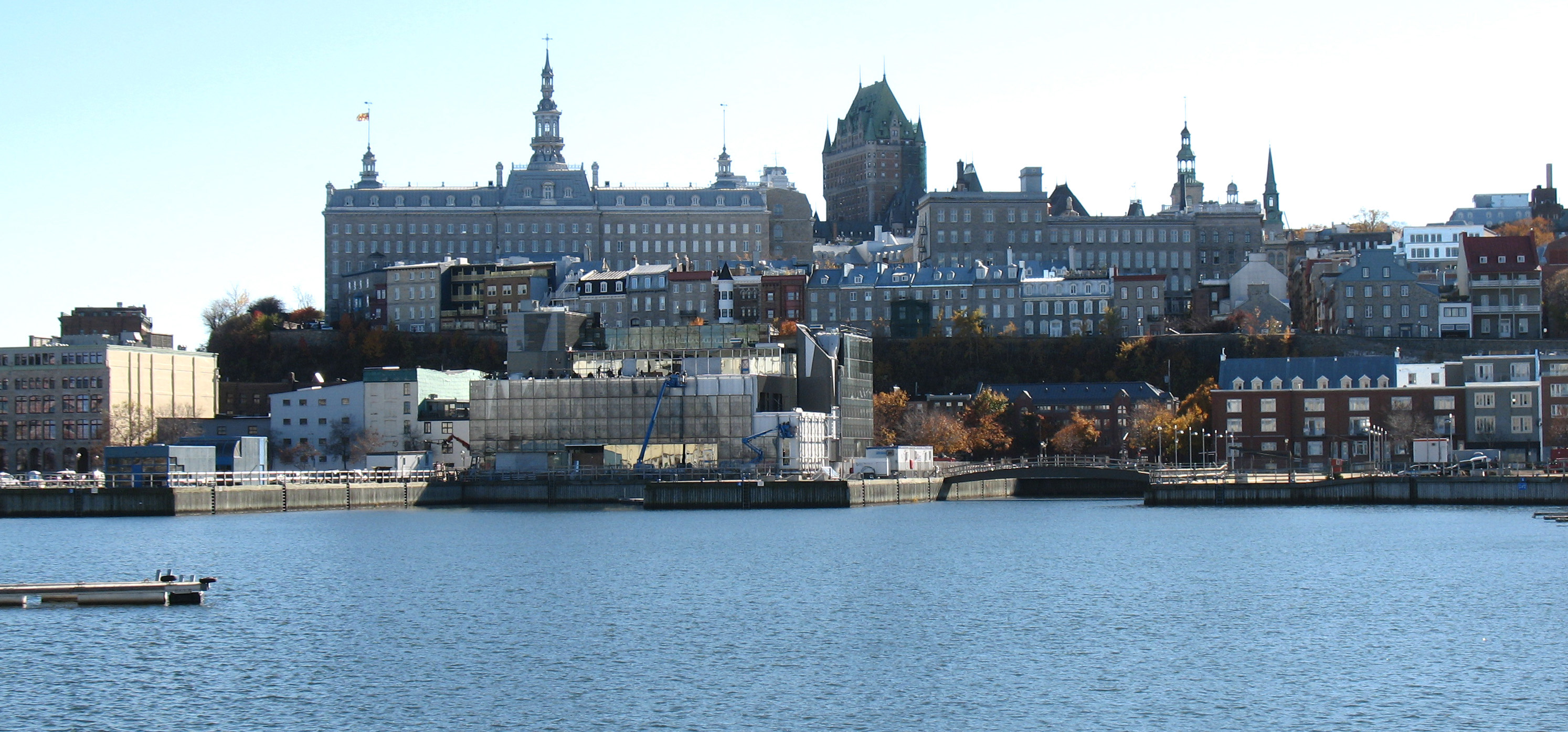
En 2007
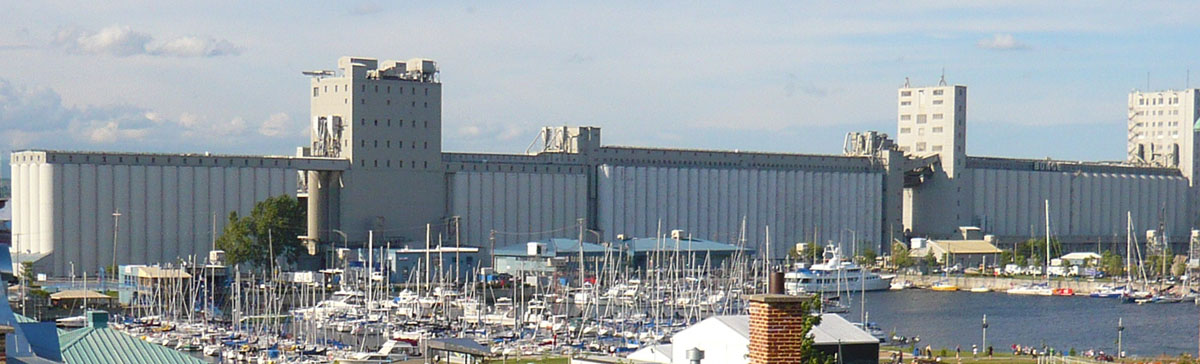
Des silos à grain surplombent le bassin Louise